# Riedelia monticola
Riedelia monticola är en enhjärtbladig växtart som beskrevs av Theodoric Valeton. Riedelia monticola ingår i släktet Riedelia och familjen Zingiberaceae. Inga underarter finns listade i Catalogue of Life.